# 内分泌疾病
内分泌疾病是內分泌系統的疾病。与内分泌失调相关的医学分支称为內分泌學。

## 疾病类型
从广义上讲，内分泌失调可分为三类： 
1. 内分泌腺体分泌不足（导致激素缺乏）
2. 内分泌腺体分泌过多（导致激素过量）
3. 内分泌腺瘤（良性或恶性）

内分泌失调通常非常复杂，由于内分泌系统中涉及的反馈机制，可能有的激素分泌不足，有的激素又分泌过多。例如，大多数形式的甲状腺功能亢进症与甲状腺激素过多和促甲状腺激素水平低有关。